# دلسی
دلسی (انگلیسی: Delsey) شرکت کالای لوکس فرانسوی است، که در سال ۱۹۴۶ توسط بو شن تأسیس شد.